# Frauenkunstverband
Der Frauenkunstverband wurde am 5. Mai 1913 in Frankfurt am Main gegründet als überregionale Interessengemeinschaft und als Alternative zum eher gemäßigt-konservativen Bund Deutscher und Österreichischer Künstlerinnenvereine als Vertretung der deutschen Künstlerinnen auf Reichsebene. Den Vorsitz des Frauenkunstverbandes hatte Käthe Kollwitz inne. Der Frauenkunstverband setzte sich energisch für die Zulassung der Frauen an den staatlichen Kunstakademien ein.

## Geschichte
Die Gründungsversammlung des Frauenkunstverbandes fand im Anschluss der Jahrestagung des Vereins „Frauenbildung–Frauenstudium“ in Frankfurt am Main statt. An der Tagung des Vereins „Frauenbildung–Frauenstudium“ stand das Thema der Zulassung der Frauen zu einem akademischen Studium an den staatlichen Hochschulen auf dem Programm. Henni Lehmann hielt im Rahmen dieser Tagung zum Thema einen Vortrag, der im Anschluss vom Verein „Frauenbildung–Frauenstudium“ auch als Druckschrift „Das Kunststudium der Frauen“ veröffentlicht wurde.
Während Frauen an den Universitäten seit 1908 allgemein zugelassen waren, blieb Frauen der Zugang zu einem staatlichen Studium an den Kunstakademien in Deutschland bis 1919 verwehrt. Entsprechende Vorstöße wurden jeweils mit den Hinweisen auf „Platzmangel“ und dem „naturbedingten weiblichen Dilettantismus“ abgelehnt. Die bereits bestehende Dachorganisation der Künstlerinnen in Deutschland, der Bund Deutscher und Österreichischer Künstlerinnenvereine, setze sich erst nach der Abdankung der Monarchie nach dem Ersten Weltkrieg bei den Regierungen der Länder mit schriftlichen Anträgen auf Zulassung der Frauen zu einem staatlichen Kunststudium ein.
Auf diesem Hintergrund wurde 1913 der Frauenkunstverband gegründet, um in dieser Frage ein energischeres Vorgehen einzuschlagen. Mit dem Ziel die Zulassung der Frauen an den Kunstakademien zu erreichen und mit emanzipatorischem Selbstbewusstsein und Tatkraft setze sich der Frauenkunstverband als Dachorganisation an die Spitze der Gleichberechtigungsbewegung im Kunstbereich.
Der Frauenkunstverband und dessen Mitglieder beteiligten sich an zahlreichen Ausstellungen.

### Organisation
Erste Vorsitzende war Käthe Kollwitz. Dem Hauptvorstand gehörten weiterhin an Dora Hitz, Eugenie Kaufmann, Eugenie Bandell, Martha Dehrmann, Ida Dehmel, Marie von Eickhoff-Reitzenstein, Dora Horn-Zippelius, Frieda Blanca von Joeden, Aenny Loewenstein, Frieda Menshausen-Labriola, Anna von Mertens, Sabine Reicke, Ottilie Roederstein, Frau Stadecker, Julie Wolfthorn und Eva Stort.
Neben den ordentlichen Mitgliedern wurden auch fördernde Mitglieder aufgenommen. Die Kunstgruppe des Deutschen Lyceum-Club in Berlin schloss sich dem Frauenkunstverband an. Eine Mitgliedschaft im Frauenkunstverband war explizit nicht an einen Nachweis einer künstlerischen Tätigkeit gebunden. Der Frauenkunstverband setzte sich damit bewusst von den Anforderungen des Bundes Deutscher und Österreichischer Künstlerinnenvereine ab. Die Gründung des Frauenkunstverbandes wurde vom Bund Deutscher und Österreichischer Künstlerinnenvereine mit Skepsis aufgenommen und als Konkurrenz wahrgenommen.
Nach einem Jahr umfasste der Frauenkunstverband 1914 bereits 760 Mitglieder und elf angeschlossene Künstlerinnenorganisationen:
- Bund Badischer Künstlerinnen
- Kunstgruppe des Deutschen Lyceum-Clubs, Berlin
- Vereinigung Düsseldorfer Künstlerinnen und Kunstfreundinnen
- Bund Niederdeutscher Künstlerinnen
- Thüringer Künstlerinnenbund
- Mainzer Malerinnenverein
- Verband Ost- und Westpreußischer Künstlerinnen
- Ortsgruppe München
- Ortsgruppe Stuttgart
- Verein der Künstlerinnen und Kunstfreundinnen Magdeburg
- Verein Ungarischer Künstlerinnen

### Dreistädtebund
1916 formierte sich als Ortsgruppe des Frauenkunstverbandes der Dreistädtebund durch den Zusammenschluss des Mainzer Malerinnenvereins mit Einzelmitgliedern des Frauenkunstverbandes aus Darmstadt und Frankfurt. Der Dreistädtebund verfolgte, wie der der Dachverband, die Absicht Delegierte in Kunstverbände und Kunstorganisationen entsenden zu können. Der Dreistädtebund verfügte ebenfalls über fördernde Mitglieder.

### Durchbruch in der Akademiefrage
Trotz zahlreichen Eingaben verschiedener Künstlerinnenorganisationen wurden Frauen erst im Zuge der politischen Umwälzungen nach dem Ersten Weltkrieg an den Kunstakademien zugelassen. Der Durchbruch war eine Folge des in der Weimarer Verfassung verankerten Gleichberechtigungsgrundsatzes. Im Jahr 1919 wurden Frauen in Berlin, Düsseldorf, Dresden, Karlsruhe und zuletzt 1921 in München zum Kunststudium zugelassen. Frauen erhielten auch die Lehrberechtigung an den Kunstakademien. Käthe Kollwitz wurde Professorin an der Kunstakademie Berlin. Den Vorsitz des Frauenkunstverbandes übernahm 1923 Eva Stort.
1919 zählte der Frauenkunstverband noch 682 Mitglieder, im Jahr 1927 sank die Anzahl auf 170 Mitglieder, die Struktur der Ortsgruppen hatte sich mehrheitlich aufgelöst. Nachdem die Ziele des Frauenkunstverbandes erfüllt waren, schloss sich der Verband 1927 dem Bund deutscher Künstlerinnenvereine (ehemals Bund Deutscher und Österreichischer Künstlerinnenvereine) an, der damals rund 1000 Personen vertrat. Im Jahr 1933 umfasste der Frauenkunstverband noch 59 Mitglieder. Der Bund deutscher Künstlerinnenvereine löst sich am 1. November 1935 durch Mitgliederbeschluss auf. Wie lange der Frauenkunstverband in der Zeit des Nationalsozialismus noch als selbständiger Verband bestehen konnte, ist heute nicht mehr genau zu eruieren. Der Frauenkunstverband dürfte spätestens mit dem Tod von Eva Stort im Februar 1936 als aufgelöst gelten.